# Under the Dome (Fernsehserie)
Under the Dome ist eine US-amerikanische Science-Fiction-Fernsehserie von Brian K. Vaughan, die auf dem im Original gleichnamigen Roman Die Arena von Stephen King basiert. Produziert wurde die Serie von 2012 bis 2015 von Amblin Television in Zusammenarbeit mit CBS Television Studios für den US-Sender CBS. Sie besteht aus drei Staffeln mit insgesamt 39 Episoden.
Die Serie handelt von einer Kleinstadt, die aus zunächst unerklärlichen Gründen von einer transparenten Kuppel vom Rest der Welt abgeschnitten wird. Die Erstausstrahlung in den Vereinigten Staaten fand am 24. Juni 2013 bei CBS statt.

## Handlung

### Staffel 1
Die Serie handelt von der neuenglischen Kleinstadt Chester’s Mill, die eines Tages von einer durchsichtigen und schalldichten Kuppel von der Außenwelt abgeschnitten wird. Woraus diese besteht, ist von Anfang an unklar. Die eingeschlossenen Menschen versuchen mit der Situation klarzukommen. Bei Berührung der Kuppel explodieren elektronische Geräte, die der Berührende bei sich trägt, was einigen Einwohnern zum tödlichen Verhängnis wird. Nachdem „Duke“ Perkins, Sheriff der Stadt, bei einem solchen Unfall wegen seines Herzschrittmachers stirbt, nimmt Deputy Linda Esquivel seinen Platz ein und versucht, die Ordnung in der Stadt aufrechtzuerhalten. Das Militär lässt das Gebiet um die Kuppel räumen und bezieht zunächst Stellung, um diese zu erforschen. Als schließlich mittels eines Bombenangriffs (MOAB) versucht wird, die Kuppel zu zerstören, wird zwar das Land außerhalb dieser verwüstet, erstaunlicherweise überstehen die Kuppel selbst und der darin eingeschlossene Teil von Chester’s Mill den Angriff jedoch unbeschadet.
Neben der Suche nach Antworten über die Kuppel behandelt die Serie ebenfalls die individuellen Geheimnisse der Bewohner. So stellt sich Dale Barbara – von allen nur „Barbie“ genannt – als Geldeintreiber heraus, der den heimlich verschuldeten Ehemann von Zeitungsredakteurin Julia Shumway getötet und im Wald vergraben hat. Stadtrat James „Big Jim“ Rennie hat kurz vor dem Auftauchen der Kuppel angefangen, aus anfangs unbekannten Gründen, große Mengen an Propan-Gas in der Stadt zu horten und legt großen Wert darauf, dies – notfalls mit tödlicher Waffengewalt – vor den Stadtbewohnern geheim zu halten. Rennie geht auch bei anderen Gelegenheiten über Leichen und entledigt sich unter anderem des Pfarrers Coggins, weil dieser eine Bedrohung für sein Unterfangen darstellt. Zu seinem psychisch instabilen Sohn „Junior“ hat Big Jim ebenfalls ein angespanntes Verhältnis. Er erfährt, dass Junior seine Exfreundin Angie McAlister, später Kellnerin im Diner Sweetbriar Rose, aus Eifersucht in einem alten Bunker eingesperrt hat. Big Jim befreit diese aber nicht sofort. Erst als er glaubt, dass alle aufgrund eines Bombenangriffs sterben werden, lässt Rennie Angie frei.
Norrie Calvert-Hill, die zusammen mit ihren Eltern, dem gleichgeschlechtlichen Paar Alice Calvert und Carolyn Hill, eigentlich nur auf der Durchreise ist, erleidet einen seltsamen Anfall, bei dem sie ununterbrochen den Satz „Die rosa Sterne fallen vom Himmel.“ wiederholt. Denselben Anfall bekommen Angies Bruder Joe und später auch Angie selbst. Im Verlauf der ersten Staffel werden Joe und Norrie ein Paar und merken, dass sie beide und die Kuppel etwas verbindet. Im Wald finden sie schließlich ein von einer kleineren Version der Kuppel umgebenes mysteriöses Ei, von dem sie glauben, dass es die Kuppel steuert oder zumindest großen Einfluss auf sie hat. Die drei entdecken auch, dass das Ei auf das Auflegen von vier zu bestimmten Personen gehörenden Händen auf die Minikuppel reagiert. Innerhalb der Kuppel befindet sich eine lebendige Raupe, die schon bald zu einem Monarchfalter werden wird. Dieselben Schmetterlinge haben sie schon früher im Zusammenhang mit der großen Kuppel entdeckt. Angies Vermutung, dass Junior der gesuchte Vierte im Bunde ist, da er bereits vor Jahren unter denselben Anfällen wie die drei litt, bestätigt sich. Dabei kommt zudem heraus, dass Juniors verstorbene Mutter vor ihrem Selbstmord Bilder malte, die sich auf die aktuellen Ereignisse in Chester’s Mill beziehen.
Unerwartet tritt Maxine Seagrave in Erscheinung, die – wie sich herausstellt – die Auftraggeberin Barbies ist und zudem mit Sheriff Perkins, Reverend Coggins und Big Jim Rennie in Drogengeschäfte verwickelt war. Perkins und Rennie ließen Propangas in der Stadt horten, im Gegenzug sollte Maxine ihr „Geschäft“ fern von Chester’s Mill halten. Maxine erpresst Barbie gegenüber Julia, mit der er inzwischen eine Affäre hat. Als Julia mit Linda neben den Hintergründen des Drogengeschäfts auch auf die Wahrheit über ihren Mann stößt und Barbie erklärt, dass dieser seinen Tod geplant und provoziert hat, um Julia durch eine Lebensversicherung finanziell zu versorgen, hat Maxine kein Druckmittel mehr gegen Barbie in der Hand. Infolgedessen schießt sie Julia nieder. Während Big Jim sich Maxines entledigen will, besteht Barbie darauf, sie am Leben zu lassen und zu verhaften. Big Jim erschießt Maxine trotzdem kurzerhand und hat dasselbe auch mit Barbie vor. Linda platzt jedoch in die Situation hinein und verhindert dies. Barbie nutzt den Moment, um zu fliehen, während Big Jim ihn anschließend vor den Bürgern von Chester’s Mill diskreditiert und die Todesstrafe für die angeblich verübten Verbrechen fordert. Da Julia überlebt hat und die einzige ist, die bezeugen kann, dass Jim die ganze Stadt belügt, bringt Angie sie in einen Abstellraum im Krankenhaus, damit sie niemand findet. Barbie muss sich letztlich stellen und wird verhaftet.
Währenddessen haben Joe, Norrie, Angie und Junior eine Vision mittels Berührung der Kuppel erhalten, die sie so auslegen, dass Big Jim getötet werden muss. Zunächst nimmt Junior seinen Vater in Schutz, doch auch er wird zunehmend von Zweifeln geplagt. Wenig später werden Joe und Norrie von Jim kurzzeitig festgenommen, der inzwischen Kenntnis über die Minikuppel und das Ei erlangt hat. Während er weiter versucht, Barbie dazu zu bringen, sich öffentlich für schuldig zu erklären, schlüpft der Monarchfalter in der kleinen Kuppel, was von Joe, Norrie, Carolyn und Ben beobachtet wird. Sie werden von Linda entdeckt, die die Kuppel sofort konfiszieren will. Der Falter beginnt in der Minikuppel umherzufliegen und erzeugt schwarze Flecken an den Stellen, an denen er sie berührt, bis er schließlich zu Boden fällt und die gesamte Kuppel schwarz wird. Mit Entsetzen beobachten die Umstehenden, wie dasselbe auch mit der großen Kuppel passiert.
Julia wacht inzwischen auf und erfährt von Angie in groben Zügen, was los ist. Sie will trotz der Gefahr durch Big Jim versuchen, Barbie zu helfen. Linda informiert über Funk die anderen über die kleine Kuppel und ruft dadurch auch Junior und Big Jim herbei. Als sie versucht, die Kuppel zu berühren, wird sie wie andere vor ihr (mit Ausnahme von Joe, Norrie, Angie und Junior) verletzt und verliert das Bewusstsein. Junior erscheint als Erster und wird von den anderen überzeugt, die Kuppel vor Jim zu verstecken. Dieser findet wenig später Linda alleine vor, die gerade wieder zu sich kommt. Angie und Julia nutzen den Moment aus, um Barbie zu befreien und finden sich mit den anderen drei und der Minikuppel in der alten Zementfabrik ein. Als die vier die kleine Kuppel wieder berühren, zerfällt sie. Der Falter darin scheint zunächst tot, doch nachdem Norrie ihn berührt hat, erwacht er wieder zum Leben. Da er zu Barbie fliegt, der noch immer Handschellen trägt, sieht Joe sich in seiner Vermutung bestätigt, dass er der „Monarch“ ist, den die Kuppel ihnen zuvor ebenfalls angekündigt hat. Während die meisten anderen Bürger im Glauben, ihr Untergang stehe bevor, in Scharen in die Kirche gehen, und Jim versucht, sie zu beruhigen, leuchtet das Ei der Minikuppel plötzlich auf und droht das Gebäude einstürzen zu lassen. Doch als Julia es in die Hand nimmt, beruhigt es sich wieder, woraus Barbie folgert, dass – statt seiner – sie der Monarch ist. Junior scheint derweil seinen Glauben an Big Jim wiedergewonnen zu haben und richtet seine Waffe gegen Julia, weil er ihr die Wahrheit über seinen Vater nicht glauben will. Als er sie mit vorgehaltener Waffe anweist, ihm das Ei zu übergeben, wirft sie es Angie, Joe und Norrie zu, die daraufhin damit weglaufen. Barbie verwickelt Junior in einen Kampf und ermöglicht dadurch auch Julia die Flucht. Aufgrund der Handschellen wird er von Junior überwältigt und erneut festgenommen.
Inzwischen entdeckt Linda in Joes Scheune den an die Wand geschriebenen Satz „Die rosa Sterne fallen vom Himmel.“ und informiert Jim darüber. Der erklärt ihr daraufhin, dass seine Frau kurz vor ihrem Tod denselben Satz immer wieder gesagt hat und zeigt Linda ein anderes von ihr gemaltes Bild, auf dem rosa Sterne am Himmel und ein schwarzes Ei am Erdboden zu sehen sind, genau wie jenes, mit dem Angie, Joe, Norrie und Julia nun in den Wald fliehen. Als Norrie versucht, mit dem Ei Kontakt aufzunehmen, erscheinen die Erzeuger der Kuppel in der Gestalt ihrer verstorbenen leiblichen Mutter Alice vor ihnen. Alice erzählt, dass diejenigen, welche die Kuppel in die Stadt gebracht haben, Chester’s Mill beschützen wollen. Wenn das Ei von Joe und den anderen beschützt wird, werde die Kuppel wieder Licht durchlassen. Andernfalls wäre es das Ende der Stadt. Jim fordert Julia über Funk auf, ihm das Ei zu übergeben, weil er ansonsten Barbie an dem neu errichteten Galgen hängen lassen werde. Julia lässt die Frist schweren Herzens verstreichen und versenkt das Ei zu dessen Schutz im nahe gelegenen See. Daraufhin steigen rosa Sterne aus diesem gen Himmel und vertreiben das Schwarz der Kuppel, die allerdings nicht – wie vorher – durchsichtig wird, sondern die Stadt in ein grelles Weiß taucht.
Die erste Staffel endet mit einem Cliffhanger: Barbie hat die Schlinge um den Hals, Junior als Henker die Hand am Hebel für die Falltür und Jim verlangt von seinem Sohn, diesen zu betätigen. Junior jedoch zögert im Angesicht der Veränderung der Kuppel.

## Produktion
Nachdem sich Steven Spielberg und Stacey Snider bereits kurz nach der Veröffentlichung von Stephen Kings Roman Die Arena im November 2009 die Rechte an dem Roman gesichert hatten, konnten sie die Idee im August 2011 beim Kabelsender Showtime unterbringen. Knapp drei Monate später wurde Brian K. Vaughan mit der Anfertigung eines Drehbuches beauftragt. Da das Projekt bei Showtime allerdings nicht mehr weitergeführt wurde, bat Amblin Television den Sender darum, es für andere Sender freizugeben. So landete es im November 2012 bei Showtimes Unternehmensschwester CBS, die ihre Produktionsfirma CBS Television Studios als Koproduzenten mit einbrachte. So konnte man den beim Studio unter Vertrag stehenden Neal Baer als Showrunner verpflichten, während der dänische Regisseur Niels Arden Oplev die Regie der ersten Episode übernahm. Als Executive Producer fungieren Spielberg, King, Baer, Vaughan, Snider, Justin Falvey und Darryl Frank.
Kurz nach der Übernahme der Serie gab CBS für eine Ausstrahlung als Sommerserie eine erste Staffel mit 13 Episoden in Auftrag. Als erster Hauptdarsteller wurde Mitte Januar 2013 Colin Ford verpflichtet. Im weiteren Verlauf des Monats wurden Natalie Martinez, Alexander Koch, Britt Robertson, Jolene Purdy und Nicholas Strong für Hauptrollen gecastet. Im Februar erhielten Aisha Hinds, Mike Vogel, Dean Norris und Rachelle Lefèvre weitere Hauptrollen. Für den Super Bowl XLVII am 3. Februar 2013 wurde ein spezieller Teaser-Trailer entwickelt, der anstatt Aufnahmen der Serie die offizielle Website zeigte. Dort konnte man seine Postleitzahl und seine Adresse eingeben, um zu sehen, wie ihr Haus und die Nachbarschaft unter der Kuppel aussehen würden.
Die Dreharbeiten der ersten Staffel begannen Ende Februar 2013 in Southport und Wilmington, beide in North Carolina, und wurden Ende Juli 2013 beendet. Eine ursprünglich in der ersten Episode enthaltene Rede des US-Präsidenten Barack Obama, die er nach dem Hurrikan Sandy gehalten hatte, wurde Mitte Juni 2013 herausgeschnitten. Die Serie unterscheidet sich zum Teil erheblich vom Buch. So wurden manche Figuren herausgeschrieben, während ein paar neue hinzugefügt und die Hintergründe etwas angepasst wurden. Damit es zu einer Fortsetzung kommen konnte, wurde das Ende des Buches für die Serie umgeschrieben.
Aufgrund des Erfolges der ersten Staffel entschied man sich bei CBS die Serie fortzusetzen. Im Anschluss daran gab Neal Baer im Oktober 2013 in einem Interview bekannt, dass er fünf Staffeln zu je 13 Episoden als Ideallänge für die Serie sehe. Letztendlich endete die Serie bereits nach drei Staffeln. Im Anschluss an das Serienfinale sagte Bear, dass er trotz des Cliffhanger mit „dem Ende zufrieden“ sei, da eine mögliche vierte Staffel eine „echte Herausforderung“ geworden wäre.

## Besetzung und Synchronisation
Die Serie wurde bei der Cinephon in Berlin vertont. Patrick Baehr schrieb die Dialogbücher, Dialogregie führten Ulrich Johansson (Staffel 1), Pierre Peters-Arnolds (Staffel 2) und Reinhard Knapp (Staffel 3).

### Hauptdarsteller
| Rollenname                    | Schauspieler     | Hauptrolle | Nebenrolle | Synchronsprecher  | Beschreibung |
| ----------------------------- | ---------------- | ---------- | ---------- | ----------------- | --- |
| Dale „Barbie“ Barbara         | Mike Vogel       | 1.01–3.13  |            | Patrick Schröder  | ehemaliger Soldat, Freund von Julia, Halbbruder von Melanie, Vater von Dawn. |
| Julia Shumway                 | Rachelle Lefèvre | 1.01–3.13  |            | Svantje Wascher   | Journalistin, Witwe von Peter, Freundin von Barbie. |
| Linda Esquivel                | Natalie Martinez | 1.01–2.01  |            | Ilona Brokowski   | Deputy in Chester’s Mill, später Polizeichefin, Freundin von Rusty, wird in Staffel 2 von einem Wagen zerquetscht und stirbt. |
| Angie McAlister               | Britt Robertson  | 1.01–2.01  | 2.10       | Kathrin Neusser   | freiwillige Krankenschwester, Schwester von Joe, Affäre von Junior, die von Sam ermordet wird. |
| James „Junior“ Rennie         | Alexander Koch   | 1.01–3.13  |            | David Turba       | Sohn von Big Jim, Deputy und später Sheriff, Affäre von Angie, psychopathisch. Tötet Sam und wird von Big Jim erstochen. |
| Joe McAlister                 | Colin Ford       | 1.01–3.13  |            | Christian Zeiger  | Bruder von Angie, Technikfreak, Freund von Norrie. |
| Phil Bushey                   | Nicholas Strong  | 1.01–2.10  |            | Rainer Fritzsche  | Radiomoderator von Chester’s Mill, wird nach Linda Polizeichef der Stadt. Versucht Carolyn zu töten. Stirbt, nachdem er von den Klippen gesprungen ist. |
| Dorothy „Dodee“ Weaver        | Jolene Purdy     | 1.01–1.12  | 2.01       | Natascha Petz     | Tontechnikerin der Radiostation in Chester’s Mill, wird von Big Jim erschossen. |
| Carolyn Hill                  | Aisha Hinds      | 1.01–1.13  | 2.01–3.08  | Anke Reitzenstein | Ehefrau von Alice, Adoptivmutter von Norrie, Anwältin. Wird durch herabfallende Trümmer erschlagen. |
| James „Big Jim“ Rennie        | Dean Norris      | 1.01–3.13  |            | Lutz Schnell      | Vater von James „Junior“ und Stadtrat von Chester’s Mill. Er ermordet Reverend Lester Coggins, Maxine Seagrave, Otto Aguilar (Handlanger von Maxine Seagrave), Dorothy „Dodee“ Weaver, Rebecca Pine, Andrea Grinell und Lyle Chumley. Außerdem lässt er Agatha Seagrave (die Mutter von Maxine) im See ertrinken, als diese während der Überfahrt aus dem Boot fällt. Weiter versucht er, Julia Shumway zu töten. Darüber hinaus ersticht er seinen Sohn James „Junior“ aus Notwehr. |
| Elinore „Norrie“ Calvert-Hill | Mackenzie Lintz  | 2.01–3.13  | 1.01–1.13  | Esra Vural        | Tochter von Alice und Carolyn, aus Los Angeles, Freundin von Joe. |
| Sam Verdreaux                 | Eddie Cahill     | 2.01–3.13  |            | Peter Lontzek     | Ex-Schwager von Big Jim, suspendierter Sanitäter und Mörder von Angie McAlister. Er fungiert als Arzt. Wird von Junior getötet. |
| Rebecca Pine                  | Karla Crome      | 2.01–2.13  |            | Josephine Schmidt | Überqualifizierte Naturwissenschaftslehrerin in Chester’s Mill, rettet die Bewohner mehrmals bei Naturkatastrophen, fungiert als Ärztin, leistet Big Jims unter Schmerzen leidender Frau Pauline Sterbehilfe, wird daraufhin von Big Jim ermordet. |
| Eva Sinclair                  | Kylie Bunbury    | 3.01–3.11  |            | Anja Stadlober    | eine junge Anthropologin und die Assistentin von Christine Price. Sie hat eine Beziehung mit Barbie in der „parallelen Realität“ und bekommt in der realen Welt von ihm ein Kind - Dawn. Wird nach der Geburt des Kindes von Christine Price ermordet. |
| Dawn                          | Kylie Bunbury    | 3.12–3.13  |            | Anja Stadlober    | Tochter von Barbie und Eva; stellt die neue Königin der Außerirdischen dar. |

### Nebendarsteller
| Rollenname              | Schauspieler       | Nebenrolle                       | Synchronsprecher     | Beschreibung |
| ----------------------- | ------------------ | -------------------------------- | -------------------- | --- |
| Howard „Duke“ Perkins   | Jeff Fahey         | 1.01–1.02, 1.10                  | Oliver Stritzel      | Sheriff in Chester's Mill, stirbt durch die Kuppel an seinem Herzschrittmacher. |
| Dr. Alice Calvert       | Samantha Mathis    | 1.01–1.07, 1.13                  | Cathlen Gawlich      | Ehefrau von Carolyn, Mutter von Norrie, Psychiaterin, fungiert als Ärztin und Hebamme, stirbt nach Herzinfarkt. |
| Rose Twitchell          | Beth Broderick     | 1.01–1.06                        | Liane Rudolph        | Betreiberin des Sweetbriar Rose, Freundin von Angie und Big Jim, wird bei einem Überfall getötet. |
| Benny Drake             | John Elvis         | 1.01–1.13, 2.06, 2.13, 3.01–3.03 | Dirk Petrick         | bester Freund von Joe, Graffitikünstler, Asthmatiker, wird von Melanie erwürgt. |
| Andrea Grinell          | Dale Raoul         | 1.01–2.13                        | Karin David          | Bürgerin von Chester’s Mill, beobachtete die Lagerung des Propangases in Chester’s Mill, versorgt die Stadt mit Essen aus Vorratslager ihres verstorbenen Mannes, wird von Big Jim ermordet. |
| Dr. Peter Shumway       | R. Keith Harris    | 1.01–1.02, 1.04–1.05             |                      | Ehemann von Julia, Arzt im örtlichen Krankenhaus, wurde im Handgemenge von Barbie erschossen. |
| Paul Randolph           | Kevin Sizemore     | 1.01–1.03                        | Jan Kurbjuweit       | Deputy in Chester’s Mill, verursacht Freddys Tod und flüchtet, wird von Linda gestellt und erschossen. |
| Reverend Lester Coggins | Ned Bellamy        | 1.02–1.05                        | Rainer Doering       | Pfarrer in Chester’s Mill, drogenabhängig, wird von Big Jim getötet. |
| Ollie Densmore          | Leon Rippy         | 1.03–1.08                        | Ronald Nitschke      | Farmer in Chester’s Mill, besitzt den größten Wasservorrat, wird von Junior erschossen, um seinen Vater zu schützen. |
| Maxine Seagrave         | Natalie Zea        | 1.09–1.11                        | Uschi Hugo           | Organisatorin illegaler Wetten und Geschäfte mit der Gemeinde, wird von Big Jim erschossen. |
| Pauline Rennie          | Sherry Stringfield | 2.01–2.13                        | Bettina Weiß         | Ehefrau von Big Jim und Mutter von Junior, die ihren Selbstmord vorgetäuscht hat und so für tot gehalten wurde. Sie wohnt außerhalb der Kuppel in Zenith. Hat Visionen, die sie in Gemälde und Zeichnungen umsetzt und die zukünftige Ereignisse in der Kuppel darstellen. Sie wird schwer verletzt und bittet Rebecca, ihr eine Überdosis Morphin zu geben, an der sie stirbt. |
| Melanie Cross           | Grace Victoria Cox | 2.01–3.03                        | Jodie Blank          | Ein aus Zenith stammendes Mädchen, welches 1988 getötet wurde und durch die Kuppel wieder zum Leben erweckt wurde, 1988 Freundin von Pauline, Sam und Lyle; Halbschwester von Barbie. Steht in gesundheitlicher Verbindung zum Ei. Sie ermordet Benny und Don Barbara, beim Versuch Julia zu töten wird sie von Christine erstochen.                                            |
| Lyle Chumley            | Dwight Yoakam      | 2.03–2.12                        | Robert Missler       | Friseur der Stadt und alter Geschäftsfreund von Big Jim und Pauline. Ist womöglich geisteskrank. Er tötete 1988 Melanie. Verletzt Pauline schwer. Wird von Big Jim ermordet. |
| Don Barbara             | Brett Cullen       | 2.07–3.02                        | Klaus-Dieter Klebsch | Vater von Barbie und Melanie; ist im Energiegeschäft und sehr an dem Ei interessiert, ist sehr vermögend, lebt außerhalb der Kuppel in Zenith, wird von seiner Tochter Melanie in der Kuppel erwürgt und von Barbie beerdigt. |
| Hunter May              | Max Ehrich         | 2.08–3.13                        | Ricardo Richter      | Mitarbeiter von Don. Er soll die Kuppelbewohner ausspionieren, um an Informationen über das Ei zu kommen. Er wechselt jedoch die Seiten. In der 3. Staffel erfährt man, dass er eine Affäre mit Norrie hat. |
| Christine Price         | Marg Helgenberger  | 3.01–3.13                        | Monica Bielenstein   | Eine biologische Anthropologin, die sich als Therapeutin ausgibt, jedoch die Königin der Außerirdischen ist. Sie ist auf der Suche nach dem Ei. Sie ersticht Melanie weil diese versucht Julia zu erwürgen. Stirbt, als sie von Dawn an die Kuppelwand geworfen wird und diese sie absorbiert.                                                                                  |
| Hektor Martin           | Eriq La Salle      | 3.01–3.12                        | Jörg Hengstler       | Geschäftsführer von Aktaion Energy. Wird von Big Jim erschossen, als er versucht, Joe zu töten. |
| Abby DeWitt             | Bess Rous          | 3.03–3.05                        |                      | Alkoholabhängige Bewohnerin in Chester’s Mill, stirbt an Suizid durch Vergiftung mit Medikamenten. |
| Pete Blackwell          | Andrew J. West     | 3.04–3.05                        |                      | Bewohner in Chester’s Mill, Bauarbeiter. Er wird von Christine gegen Barbie aufgehetzt, jedoch tötet ihn Barbie aus Notwehr. |
| Dr. Marston             | Frank Whaley       | 3.04–3.06                        | Gerald Schaale       | Wissenschaftler bei Aktaion Energy; wird von Big Jim ermordet. |
| Lily Walters            | Gia Mantegna       | 3.08–3.13                        | Josefin Hagen        | Wissenschaftlerin bei Aktaion Energy. |
| Kyle Lee                | Vince Foster       | 3.09–3.13                        | Jeremias Koschorz    | Bewohner in Chester's Mill, wird von Big Jim erschlagen. |

## Ausstrahlung

### Vereinigte Staaten
In den Vereinigten Staaten begann die Ausstrahlung der ersten Staffel am 24. Juni 2013 auf dem Fernsehsender CBS. Die Pilotfolge wurde von 13,53 Millionen Zuschauern verfolgt und erreichte ein Zielgruppen-Rating von 3,3 Prozent. Die Premiere ist damit bei allen Zuschauern der beste Serienstart einer Dramaserie im Sommer auf allen Networks seit 1992, als 2000 Malibu Road auf CBS lief, während sie in der Zielgruppe das beste Rating einer Sommerserie bei CBS seit 2005 erreichte. Das erste Staffelfinale wurde am 16. September 2013 ausgestrahlt. Im Durchschnitt wurde die erste Staffel von 11,21 Millionen Zuschauer gesehen und erreichte ein Rating von 2,7 Prozent.
Die zweite Staffel wurde auf CBS ab dem 30. Juni 2014 ausgestrahlt. Im Durchschnitt verfolgten noch 7,17 Millionen Zuschauer (ein Minus von 36 Prozent) die 13 Episoden der zweiten Staffel; in der Zielgruppe wurde ein Rating von 1,59 Prozent (ein Minus von 40 Prozent) gemessen. Die dritte Staffel lief bei CBS vom 25. Juni bis zum 10. September 2015. Sie erreichte durchschnittlich 4,70 Millionen Zuschauer und ein Rating von 0,96 Prozent. Gegenüber der zweiten Staffel belaufen sich die Verluste auf 34 Prozent bei der Gesamtzuschauerzahl und auf 39 Prozent beim Zielgruppen-Rating.

### Deutschland
Die Ausstrahlungsrechte für Deutschland hat sich Anfang Juni 2013 die ProSiebenSat.1 Media gesichert. Der dazugehörende Free-TV-Sender ProSieben begann mit der Ausstrahlung am Mittwoch, den 4. September 2013. Die ersten drei Episoden wurden im Durchschnitt von 3,14 Millionen Zuschauern insgesamt und von 2,24 Millionen 14- bis 49-jährigen Zuschauern verfolgt. Die Marktanteile belaufen sich auf 12,7 Prozent beim Gesamtpublikum und auf 23,1 Prozent in der Zielgruppe. Das erste Staffelfinale wurde am 2. Oktober 2013 gesendet.
Die zweite Staffel lief ab dem 10. September 2014 wieder in Tripel- bzw. (bei den letzten vier Episoden) Doppelfolgen bei ProSieben. Der Video-on-Demand-Dienst Maxdome, der auch zu ProSiebenSat.1 Media gehört, bot die jeweils neuen Episoden der zweiten Staffel schon jeweils eine Woche vor der deutschen Free-TV-Premiere in der Monats-Flatrate an.
Die dritte Staffel wurde vom 2. bis zum 30. September 2015 erneut auf dem Free-TV-Sender ProSieben ausgestrahlt.

### Österreich
In Österreich fand die Ausstrahlung der ersten Staffel vom 4. September bis zum 2. Oktober 2013 in Tripel- bzw. Doppelfolgen bei ORF eins ohne Werbeunterbrechung in der Folge statt. Die zweite Staffel lief ab dem 10. September 2014 erneut in Tripel- bzw. Doppelfolgen auf ORF eins. Der ORF strahlte die dritte Staffel im Herbst 2015 aus.

### Schweiz
Der Schweizer Sender SRF zwei strahlte die erste Staffel vom 20. bis zum 23. November 2013 in Tripel- bzw. Quadrupelfolgen aus.

### International
Under the Dome wurde an 200 Fernsehstationen in verschiedenen Ländern in Nord- und Südamerika, Europa, Afrika sowie im Nahen Osten und in Ozeanien verkauft. Dazu zählen unter anderem Kanada, Lateinamerika, Südafrika, das Vereinigte Königreich, Frankreich, Belgien, Italien und Australien.

## Unterschiede zur Romanvorlage
- Im Buch ist die Kuppel nicht rund, sondern umfasst genau die Stadtgrenzen von Chester’s Mill. Zudem ist sie akustisch durchlässig, so dass die Bewohner mit Personen außerhalb der Kuppel kommunizieren können. Auch Handygebrauch und Internet sind möglich.
- Im Buch ist Julia ledig und Barbie Einwohner von Chester’s Mill. Er arbeitet als Koch im Sweetbriar Rose, ist aber gerade dabei, die Stadt zu verlassen, als die Kuppel herunterkommt.
- In der Serie ist Linda Esquivel in einer Beziehung mit dem Feuerwehrmann Eric „Rusty“ Denton, der sich außerhalb der Kuppel befindet. Im Roman arbeitet Rusty im Krankenhaus und ist auch unter der Kuppel gefangen. Zudem sind Linda und er verheiratet (Familienname Everett) und haben zwei Kinder.
- Angie und Joe McAlister sind in der Romanvorlage keine Geschwister und tragen dementsprechend verschiedene Nachnamen. Zudem hat Angie kein Verhältnis mit Junior und wird zu Beginn des Romans von ihm brutal ermordet. Danach schändet er ihre Leiche mehrmals. In der Serie wird sie von Junior in einen Bunker gesperrt.
- Joe ist im Roman 13 Jahre alt, in der Serie aber deutlich älter (16–18 Jahre). Norrie Calvert, welche in der Serie Calvert-Hill heißt, gehört im Roman zu seinen Freunden, wird aber nicht seine feste Freundin. Generell ist die Bedeutung ihrer Figur in der Serie deutlich größer als im Roman.
- Im Roman ist Dodee eine gute Freundin von Angie und wird wie sie von Junior getötet und geschändet. In der Serie arbeitet Dodee mit Phil im lokalen Radiosender, wo sie von Big Jim erschossen und anschließend verbrannt wird. Im Roman hat Phil eine Frau namens Sammy und einen kleinen Sohn.
- Im Roman besitzt Big Jim keinen eigenen Atombunker. Lediglich im Rathaus befindet sich ein solcher. Junior hält auch niemanden gefangen, sondern sammelt in einem verlassenen Haus Leichen.

## Rezeption
Die erste Staffel der Serie hat bei Metacritic einen Metascore von 72/100, basierend auf 35 Rezensionen. Viele Kritiker lobten die Spezialeffekte. Joanne Ostrow von der Denver Post fand die Serie nicht nur „gruselig, spannend und voller herrlicher Spezialeffekte“, sondern auch mit „großen Gedanken über Umweltschutz und die Zukunft des Planeten“ gespickt. Loryn Pörschke von Serienjunkies.de gab der Pilotfolge vier von fünf möglichen Sternen und bemerkte, dass sie „ganz schön vollgepackt“ sei und eine „ganze Menge an Klischees“ enthalte, aber den „Zuschauer [nicht] schnell überfordern“ würde. Die Figuren seien auch „nicht gerade vielschichtig“. Dabei lobte sie aber den „starken Cast“ und kam zum Schluss, dass zumindest die „Pilotepisode einen starken Start hingelegt hat“.
Bei den Critics’ Choice Television Awards 2013 wurde die Serie neben fünf weiteren Serien in der Kategorie Vielversprechendste neue Serie ausgezeichnet.
Die zweite Staffel erhielt dagegen nur noch 52/100 Punkten bei 9 Kritiken.

## DVD- und Blu-ray-Veröffentlichungen
Alle drei Staffeln wurden auf DVD und Blu-ray veröffentlicht.
Vereinigte Staaten
- Staffel 1 erschien am 5. November 2013
- Staffel 2 erschien am 9. Dezember 2014
- Staffel 3 erschien am 8. Dezember 2015

Deutschland, Österreich und Schweiz
- Staffel 1 erschien am 8. Mai 2014
- Staffel 2 erschien am 5. Februar 2015
- Staffel 3 erschien am 7. April 2016

## Trivia
Die Serie wendet Produktplatzierungen an: In zahlreichen Szenen der Serie werden Produkte von Microsoft (z. B. Surface-Tablets und Windows Phones) und Toyota in Nahaufnahme gezeigt. Der Toyota Prius wird sogar namentlich erwähnt. Anders als bei Schleichwerbung wird jedoch im Abspann der Folgen auf die Werbung hingewiesen („was sponsored in parts by Microsoft“). Allerdings wird auch in der Romanvorlage Toyota mehrfach erwähnt, weil sich Rennie (erfolglos, aufgrund seiner unseriösen Geschäftspraktiken) als deren Vertragshändler beworben hatte.
Eine ähnliche Ausgangssituation wie bei Under the Dome wurde bereits 1963 im Buch Die Wand von Marlen Haushofer beschrieben.